# Strigoderma longicollis
Strigoderma longicollis är en skalbaggsart som beskrevs av Bates 1888. Strigoderma longicollis ingår i släktet Strigoderma och familjen Rutelidae. Inga underarter finns listade i Catalogue of Life.